# Escut d'Aiora
L'escut d'Aiora és un símbol representatiu oficial del municipi valencià d'Aiora (la Vall de Cofrents). Té el següent blasonament:
| « | Escut quadrilong de punta redona. D'atzur, un castell d'argent, maçonat i aclarit de sable, somat de l'anagrama IHS d'or, entre palmes del mateix metall. Al tot, bordura d'argent amb la llegenda de sable: «Soy de la villa de Ayora». Per timbre, corona reial oberta, tradicional al Regne de València. | » |

## Història
Es tracta d'un escut històric d'ús immemorial, que l'Ajuntament en Ple va aprovar rehabilitar en sessió celebrada el 25 de març de 2014. Després dels tràmits corresponents (establits pel Decret 157/2000, de 17 d'octubre), fou rehabilitat per Resolució del 29 d'octubre de 2014, publicada al DOCV núm. 7.423 de 15 de desembre.